# Bartniki (powiat żyrardowski)
Bartniki – wieś w Polsce położona w województwie mazowieckim, w powiecie żyrardowskim, w gminie Puszcza Mariańska. Ma status sołectwa.
| SIMC    | Nazwa      | Rodzaj    |
| ------- | ---------- | --------- |
| 0734624 | Grabie     | część wsi |
| 0734630 | Zabudziska | część wsi |

W latach 1977–1976 w gminie Skierniewice. W latach 1975–1998 miejscowość należała administracyjnie do województwa skierniewickiego.
We wsi jest 100-letni kościół pw. św. Antoniego Padewskiego ufundowany przez Emilię i Feliksa Sobańskich z Guzowa, wybudowany w latach 1905–1907 według projektu Teodora Talowskiego w stylu neogotyckim.
Wieś położona jest w otulinie Bolimowskiego Parku Krajobrazowego. Przez wieś przepływa rzeka Korabiewka.
W Bartnikach działa Ochotnicza Straż Pożarna założona w 1931 roku. 

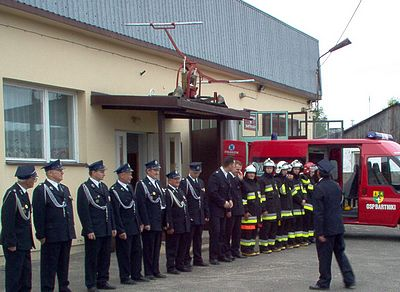
Zbiórka części strażaków przed budynkiem OSP w Bartnikach. W tle jeden z samochodów ratowniczych